# Millard Webb
Millard Webb (6 de diciembre de 1893 – 21 de abril de 1935), fue un guionista y director cinematográfico de nacionalidad estadounidense. 
Nacido en Clay City (Kentucky), dirigió 20 filmes entre 1920 y 1933. Su película más conocida es la cinta muda de aventuras de 1926 protagonizada por John Barrymore y Dolores Costello The Sea Beast. 
Webb también dirigió uno de los primeros filmes sonoros, el producido por Florenz Ziegfeld Glorifying the American Girl, estrenado por Paramount Pictures en 1929.
Millard Webb falleció en Los Ángeles, California, en 1935, a causa de una enfermedad intestinal. Fue enterrado en            

## Selección de su filmografía
- The Man from Painted Post (1917)
- Where the North Begins (1923) (*adaptación)
- The Sea Beast (1926)
- An Affair of the Follies (1927)
- The Drop Kick (1927)
- Glorifying the American Girl (1929)